# Michael Swanwick

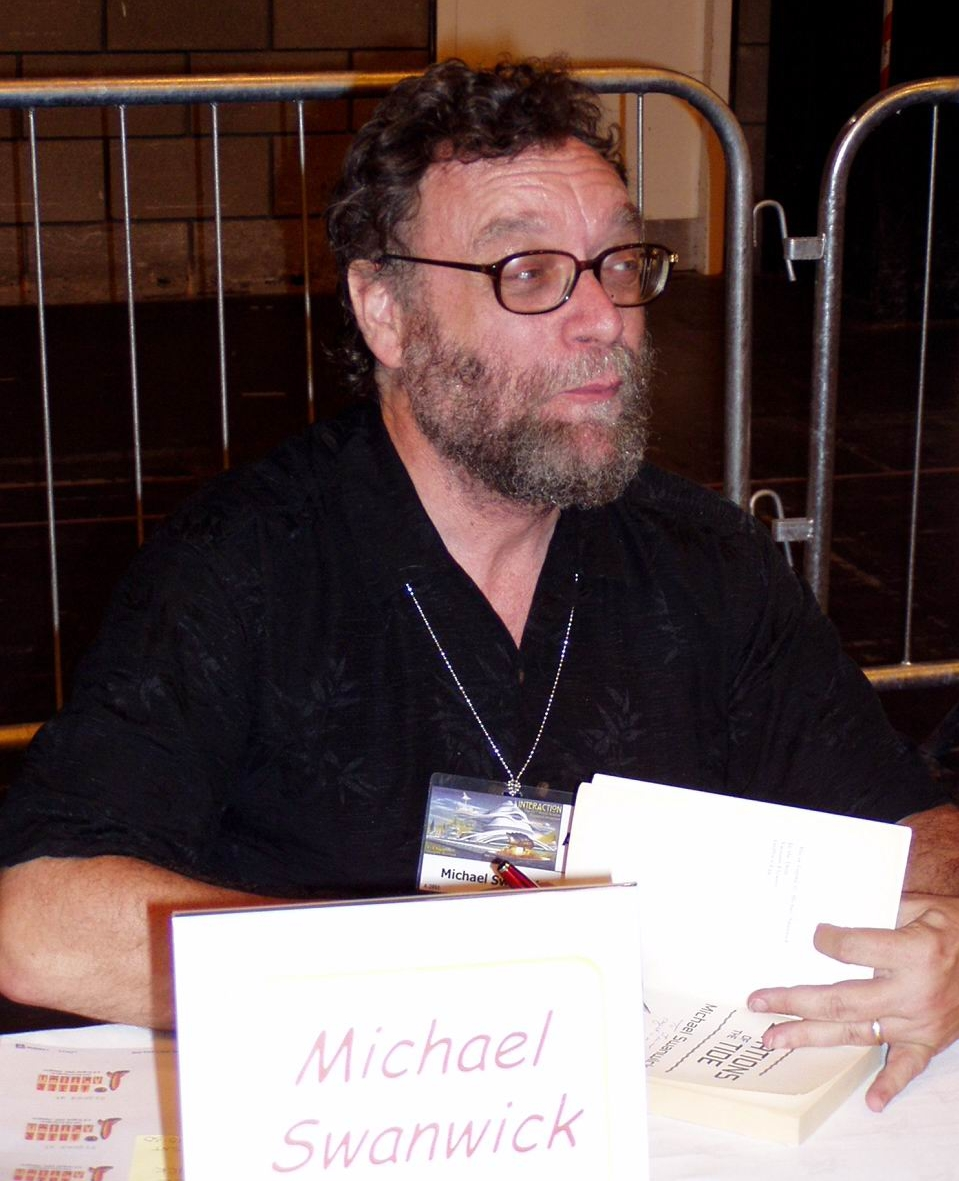
op de 63rd World Science Fiction Convention in Glasgow augustus 2005

Michael Swanwick (Schenectady, New York, 18 november 1950) is een Amerikaanse sciencefiction- en fantasyschrijver. Swanwick debuteerde in 1980 en woont in Philadelphia. Hij is een van de nieuwe meesters in de kortere verhalen, maar heeft ook uitstekende romans geproduceerd.
Swanwick heeft belangrijke literaire prijzen gewonnen. Stations of the Tide won de Nebula Award voor beste roman. Hij kreeg de World Fantasy Award voor Radio Waves in 1996. Twee korte verhalen wonnen na elkaar de Hugo Award The Very Pulse of the Machine and Scherzo with Tyrannosaur in 1999 en 2000. Recent wonnen twee 'novelettes' Hugo's in opeenvolgende jaren: Slow Life in 2003 en Legions in Time in 2004.
Hij heeft met andere schrijvers samengewerkt aan korter werk, onder andere met Gardner Dozois (Ancestral Voices, City of God, Snow Job) en William Gibson (Dogfight).
Swanwick heeft ook over de genres SF en fantasy geschreven.  The User's Guide to the Postmoderns (1986) was controversieel, omdat het nieuwe SF schrijvers categoriseerde in cyberpunk en "literaire humanisten".  Dit essay is opgenomen in Moon Dogs samen met "In the Beginning..." (1994) over fantasy. Ook schreef hij een boeklang interview met Gardner Dozois, Being Gardner Dozois.